# Кирил Карбалиотис
Кирил (на гръцки: Κύριλλος, Кирилос) е гръцки духовник, митрополит на Цариградската патриаршия.

## Биография
Роден е под името Георгиос Карбалиотис (Γεώργιος Καρμπαλιώτης) в 1904 година в Каламата. На 18 години е постриган за монах в манастира на „Свети Павел“ в Атон. Завършва Богословския факултет на Атинския университет. На 1 март 1942 година е ръкоположен за митрополит на Парамитийска, Филятеска и Гиромерийска епархия. Германските окупационни власти го експулсират в Атина. На 15 април 1943 година е избран за митрополит на Зъхненската, но се установява в Зиляхово едва в 1945 година. На 25 септември 1951 година е избран за митрополит на Тесалиотидската и Фанариоферсалска епархия. След прехвърлянето му на новата катедра Зъхненската митрополия се слива с Неврокопската. През юли 1967 г. подава оставка и умира на 20 септември 1968 година.